# Lussatite
La lussatite, terme francophone qui désigne l'opal-CT (dénomination internationale de l'IMA), est une des quatre variétés d'opale. C'est un composé de cristobalite et de tridymite (d’où les deux lettres « C » et « T »).

## Inventeur et étymologie
Décrite par le minéralogiste français François Ernest Mallard, le nom dérive du topotype. 

## Topotype
Lussat Auvergne, France.

## Galerie

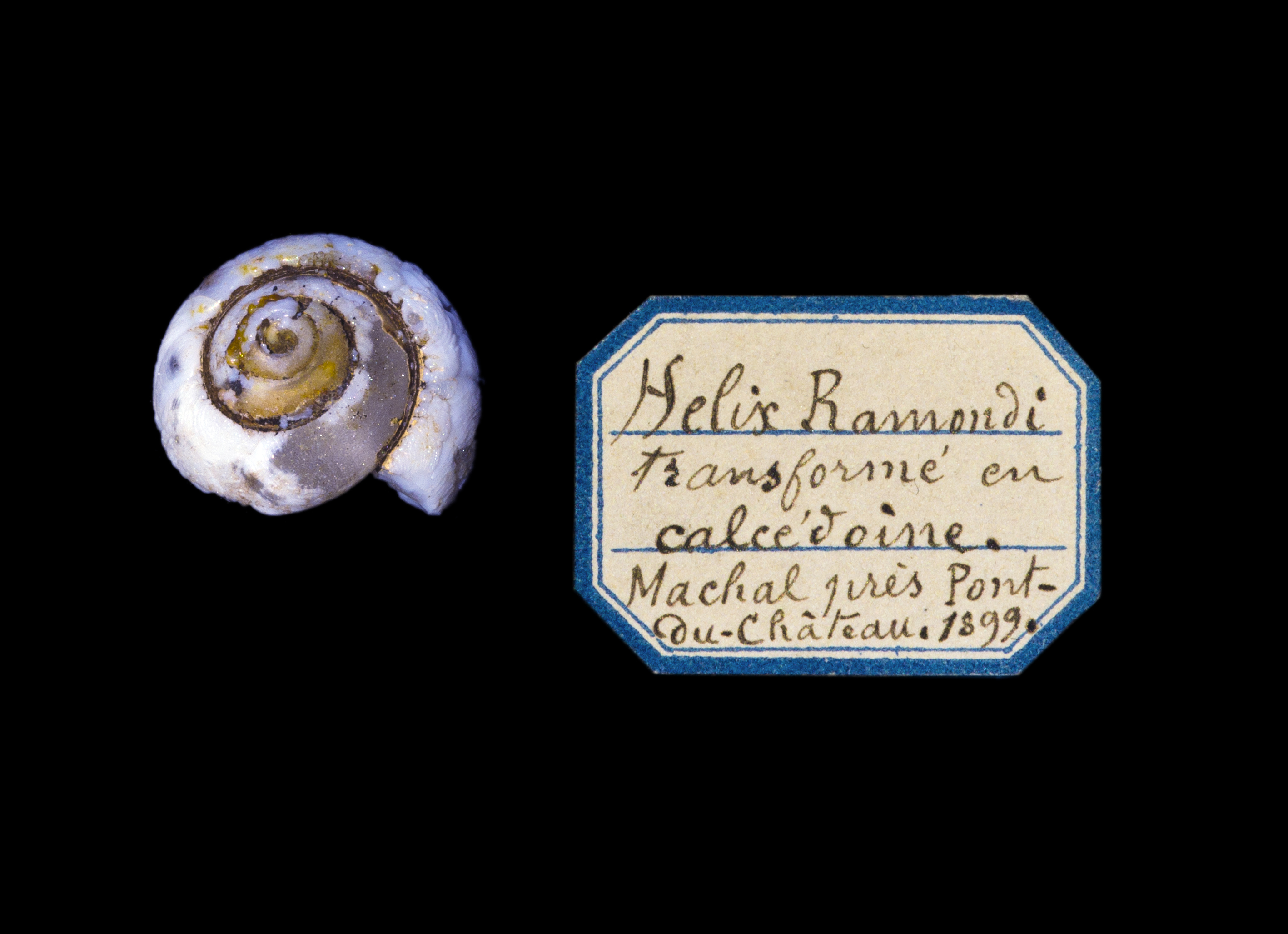
(Helix) Ochthephila ramondi - pseudomorphose en lussatite
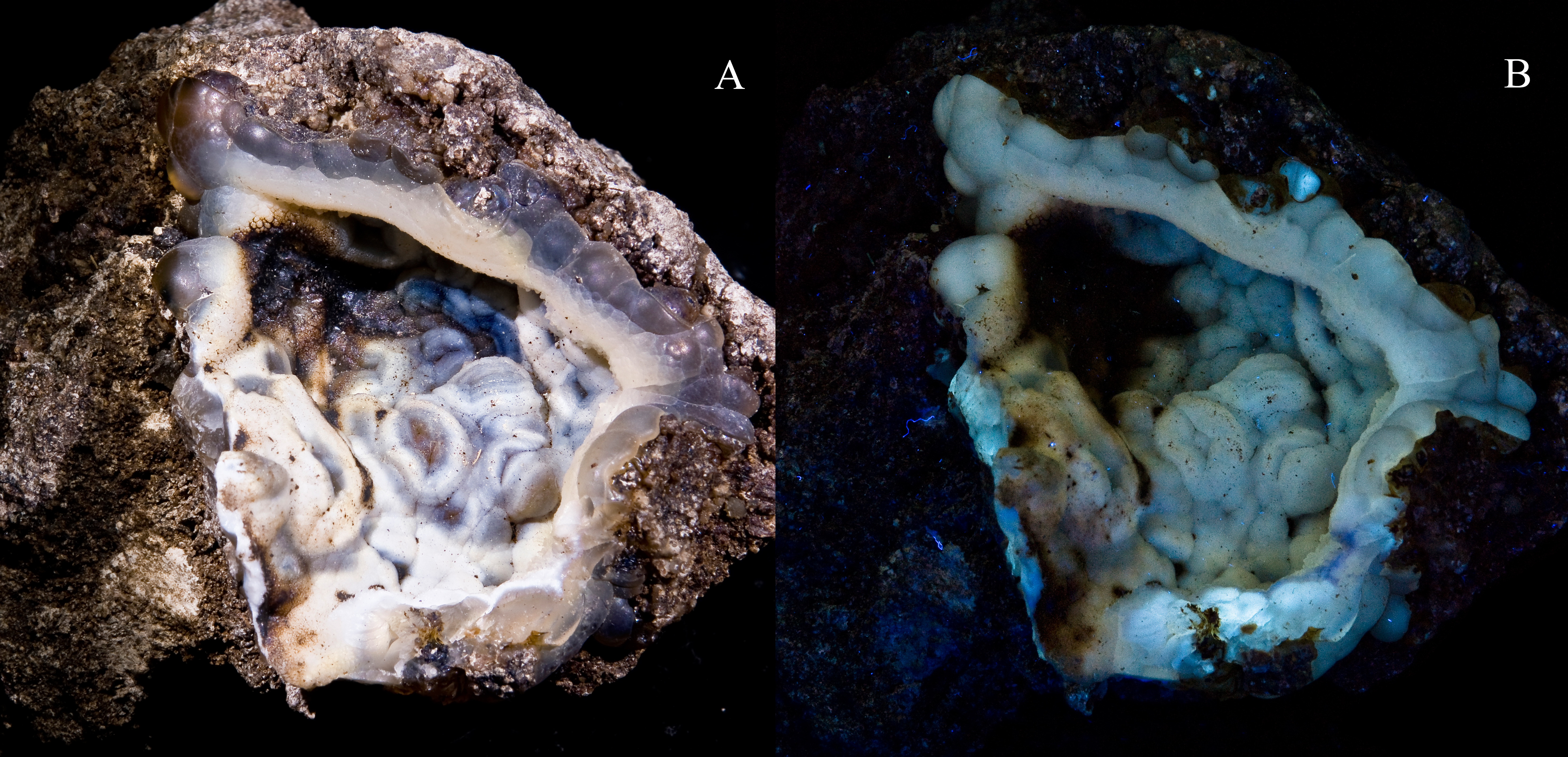
Lussatite - Vue (7x7cm)- Mine des Rois,  Puy-de-Dôme, Auvergne, France - A:Lumière du jour B: Ultraviolet

## Gisements
En France
- Mine du Colombier des Roys, près de Dallet dans le Puy-de-Dôme. Ancienne mine d'Asphalte[2].
- Lussat (Puy-de-Dôme)
- Coutras, Lot-et-Garonne, Aquitaine[3]

Dans le monde
- Steinbruch Katsch, Murau, Steiermark, Autriche.
- El Sol 3 (Encajon), Cajamarca, Province de Cajamarca, Pérou[4]
- Şaphane alunite, Pazarla, Province de Kütahya, Région d'Aegean, Turquie[5]

- Creede Formation, Creede District, Mineral Co., Colorado, USA[6]